# Blekinge (kraina)
Blekinge – prowincja historyczna (landskap) w Szwecji, położona w południowo-wschodniej części Götaland.
Pod względem powierzchni (2941 km²) drugi po Olandii najmniejszy landskap Szwecji, nazywany niekiedy ze względu na różnorodność roślinności jej ogrodem (Sveriges trädgård). Od zachodu graniczy ze Skanią, od północy ze Smalandią oraz od południa i wschodu z Morzem Bałtyckim. Wybrzeże morskie charakteryzuje się silnie urozmaiconą linią brzegową typu szkierowego. Liczne wyspy i wysepki tworzą archipelag (Blekinge skärgård).
Obszar krainy pokrywa się z granicami regionu administracyjnego (län) Blekinge.